# Аватар 4
«Аватар 4» (англ. Avatar 4) — будущий американский эпический научно-фантастический фильм режиссёра Джеймса Кэмерона, выход которого намечен на 2029 год. Третье продолжение к его фильму «Аватар» (2009), которое выйдет следом за фильмом «Аватар: Огонь и пепел» (2025). К своим ролям вновь вернутся Сэм Уортингтон и Зои Салдана, а также другие актёры из оригинального состава. Сценарий фильма написан Джеймсом Кэмероном и Шейном Салерно.
Премьера фильма запланирована на 21 декабря 2029 года студией 20th Century Studios.

## В ролях

#### На’ви
- Сэм Уортингтон — Джейк Салли[3]
- Зои Салдана — Нейтири, супруга Джейка, дочь предыдущего вождя клана
- Дэвид Тьюлис — на данный момент его роль не объявлена. В январе 2020 года он упомянул, что его персонаж — На’ви[4]
- Клифф Кёртис — Тоновари, лидер клана рифового народа Меткэйна[5][6].

#### Люди
- Мэтт Джеральд — капрал Лайл Уэйнфлит, военный[7]
- Дилип Рао — доктор Макс Патель, учёный, работавший над программой «Аватар» и решивший поддержать мятеж Джейка против RDA[8]

#### Прочие
- Стивен Лэнг — полковник Майлз Куоритч[9]
- Сигурни Уивер — Кири / Грейс Огустин (?)

## Производство
31 июля 2017 года стало известно, что новозеландская студия визуальных эффектов Weta Digital начала работу над сиквелами «Аватара». Предполагается, что сиквелы будут называться «Аватар: Путь воды», «Аватар: Носитель семени», «Аватар: Всадник Тулкана» и «Аватар: В поисках Эйвы».
В августе 2017 года Мэтт Джеральд официально подписал контракт на исполнение роли капрала Лайла Уэйнфлита из первого фильма во всех предстоящих сиквелах. В августе 2017 года в интервью Empire Кэмерон сообщил, что Стивен Лэнг не только вернется во всех четырёх сиквелах, но и будет главным злодеем во всех четырёх фильмах. 25 января 2018 года было подтверждено, что Дилип Рао вернется к роли доктора Макса Пателя.
Съёмки всех четырёх сиквелов должны были начаться одновременно 25 сентября 2017 года в Калифорнии, но Кэмерон сообщил, что съёмки четвёртого и пятого фильма начнутся после завершения постпроизводства первых двух сиквелов. Однако в феврале 2019 года продюсер Джон Ландау сообщил, что некоторые сцены захвата движения были сняты для «Аватара 4» одновременно с двумя предыдущими фильмами. Позже Ландау заявил, что треть «Аватара 4» уже снята по «логистическим причинам». Рассказывая о съёмках четвёртой части во время производства второй и третьей, Кэмерон говорит: «Мне нужно было снять все сцены с детьми. В середине сюжета на 25-й странице четвёртого фильма они повзрослеют на шесть лет. Так что мне нужно было всё до этого, а всё, что после, мы сделаем позже».
В сентябре 2022 года на выставке D23 Expo Кэмерон объявил, что официально начались съёмки «Аватара 4».
Большая часть первой сцены была завершена к октябрю 2022 года.
В августе 2021 года Ландау объявил, что Саймон Франглен напишет музыку для сиквелов «Аватара».
Премьера фильма запланирована на 21 декабря 2029 года, через четыре года после премьеры «Аватара 3» в декабре 2025 года.